# Бальдюс, Эдуард-Дени
Эдуард-Дени Бальдюс (фр. Édouard Baldus; 1813, Грюнебах, Пруссия — 1889, Париж) — французский фотограф и художник прусского происхождения.

## Биография
Родился в Пруссии. В 1832 году приехал в Париж.
Сперва занимался живописью. В 1841—1851 выставлял свои работы в Салоне. С изобретением фотографии, в конце 1840-х годов занялся специально ею. В 1851 был в числе основателей «Гелиографического общества» («Société héliographique»). Первые фотографии Бальдюса датируются 1851 годом. Это серия из пяти снимков, созданных по заданию правительственной Исторической комиссии по сохранению памятников архитектуры Франции. Эти фотографии Бальдюс снял в нескольких регионах и исторических областях: Бургундии, Дофине, Провансе, в районе Лиона и Лангедока.

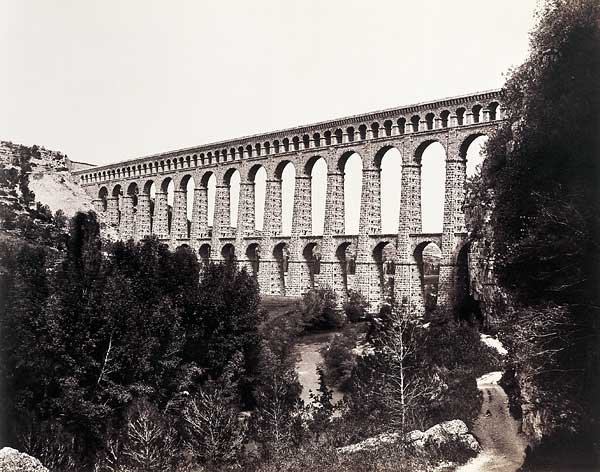
Viaduc de Roquefavour, ок. 1861

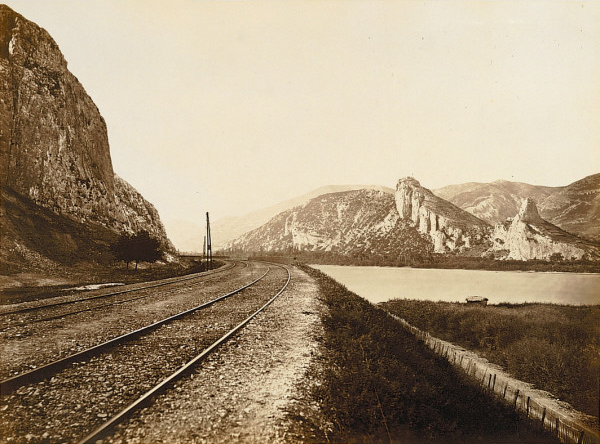
Donzère. Из альбома для компании Compagnie des chemins de fer du Nord), ок. 1861

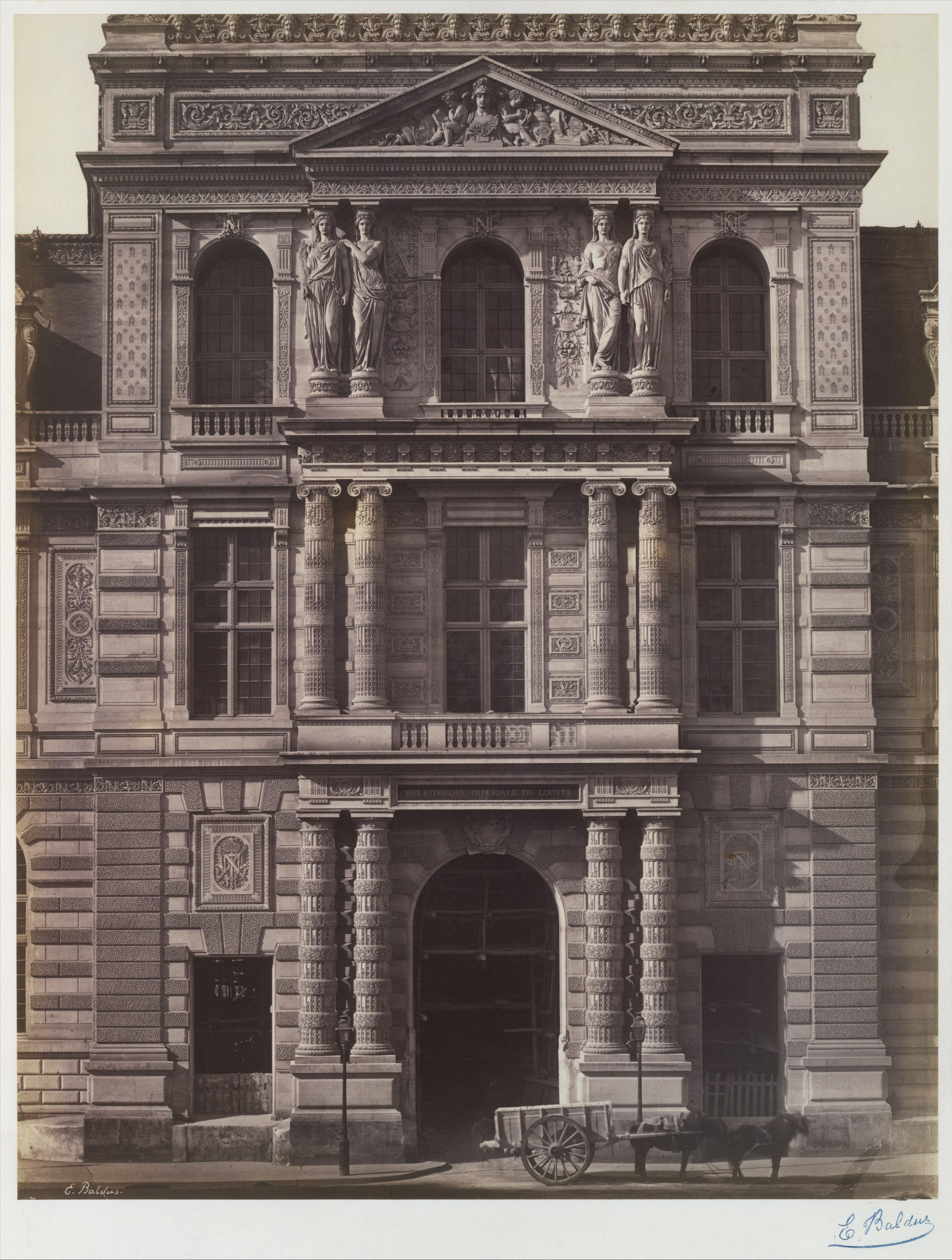
Лувр. Имперская библиотека, 1856—1857

Результаты его работы были настолько хорошими, что он получил государственную поддержку для создания цикла фотографий исторических мест Парижа и других городов, названного Villes de France Photographiées.
В августе 1855 года получил от барона Дж. де Ротшильда, главы железнодорожного предприятия Compagnie des chemins de fer du Nord, заказ на серию фотографий с видами мест, расположенных на железнодорожной линии Париж — Булонь-сюр-Мер. Результатом этой работы стал роскошно изданный альбом из 50 фотографий, подаренный британской королеве Виктории.
В годы 1855—1857 Бальдюс работал с архитектором Гектором Лефюэлем (Lefuel), проводившим работы по реконструкции Лувра. В ходе работ осуществил фотодокументацию всех элементов, которыми была украшена новая часть Лувра. Эти фотографии также были собраны в многотомный фотоальбом.
В июне 1856 Бальдюс снял беспрецедентную в истории фотосерию разрушений, вызванных наводнениями в Лионе, Авиньоне и Тарасконе.
За свои заслуги перед Францией в 1856 получил французское гражданство. В конце 1850-х годов Бальдюс успешно продолжил фотографирование памятников Парижа и других французских городов, выполнив в 1860 году серию фотографий на юго-востоке страны и вокруг Альп. В работах использовал труд многих помощников, его фотографии успешно продавались в крупных городах Европы.
Бальдюс много экспериментировал. Он первым стал применять способ покрытия желатиной фотобумаги, предназначенной для воспроизведения снимков.
Из его фотографических работ и коллекций замечательны:
- «Le monuments remarquables du midi de la France, reproduits par la photographie, sur l’ordre du ministre de l’intèrieur» (Париж, 1852 г.)
- «Collection de vues de monuments» (1854 г. снятая по распоряжению министра и содержащая 1208 клише)
- «Recueil d’ornements, d’après les maîtres les plus cèlèbres des XV, XVI и XVII siècles», воспроизведённый гелиографически
- «Palais du Louvre et de Tuileries» (1875 г.)
- «Principaux Monuments de la France» и др.

На Всемирной выставке 1865 г. был награждён медалью 1-й степени, а ещё раньше — крестом Почётного Легиона (1860).
Активная деятельность в области фотографии, однако, не принесла Бальдюсу финансового процветания. В 1887 он объявил о своём банкротстве. Умер два года спустя, на окраине Парижа. Похоронен на местном кладбище.
В настоящее время значительная часть его фоторабот и негативов находится в музее Орсе, а также в разных музеях США, Канады и Франции.

## Избранные фотоработы

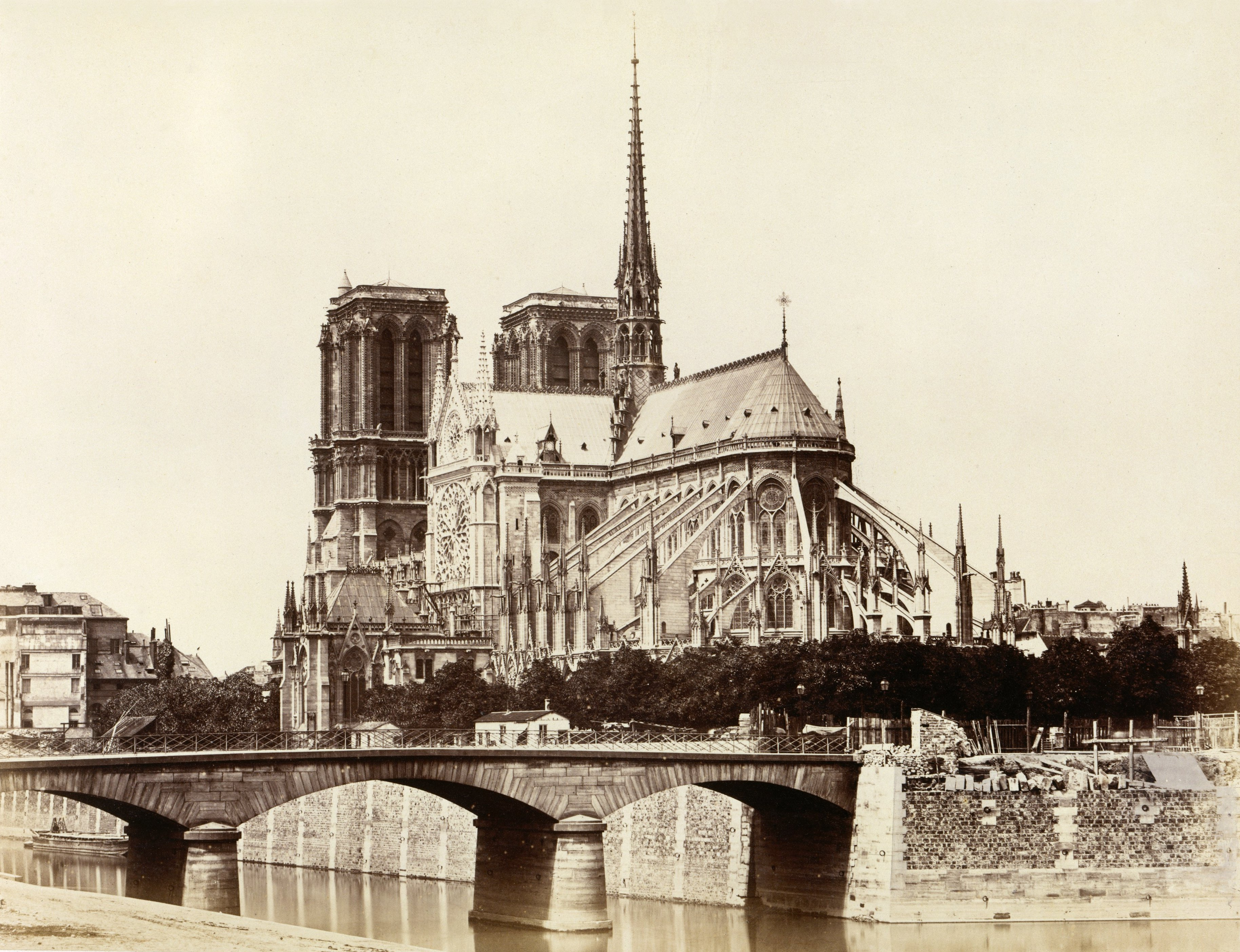
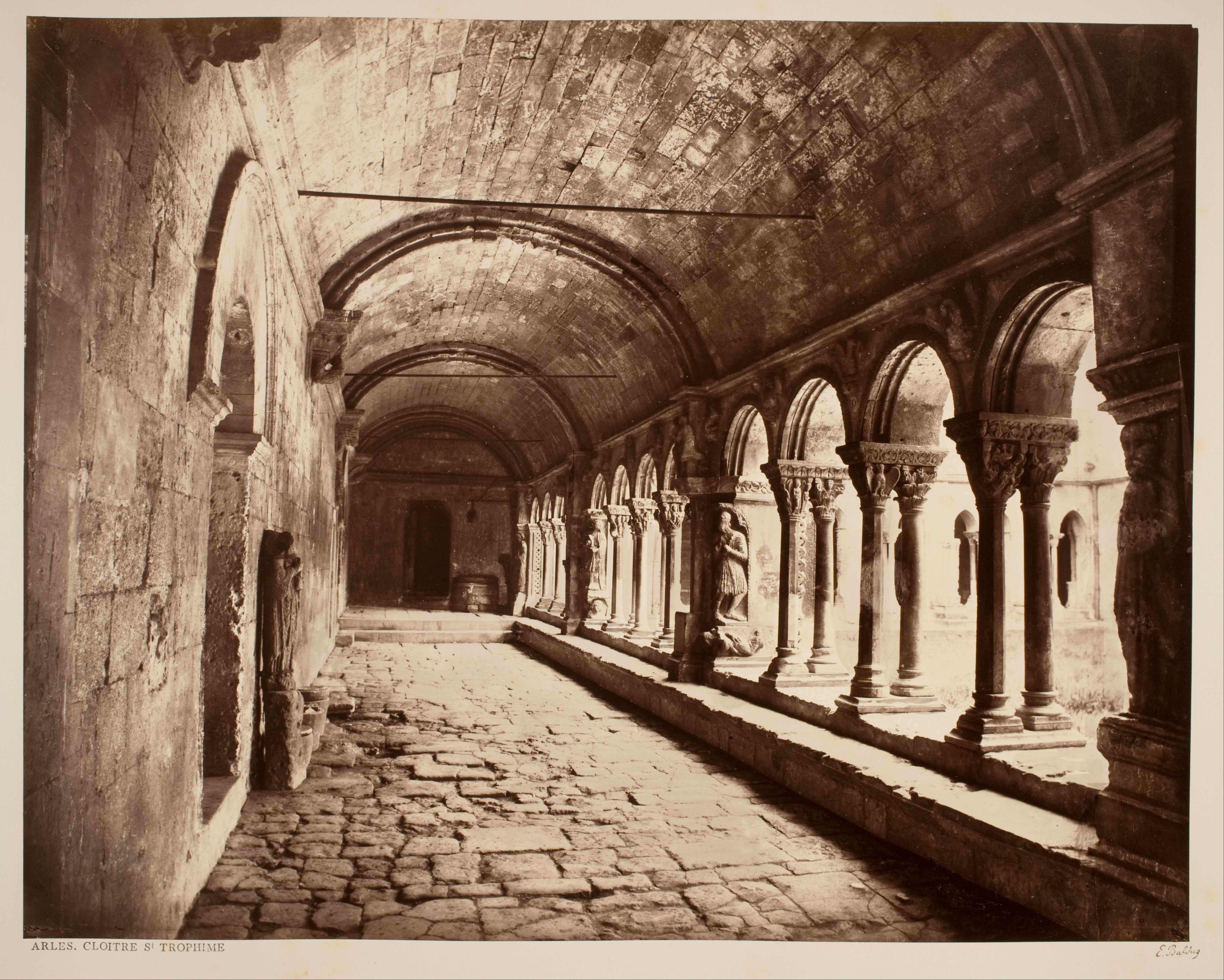
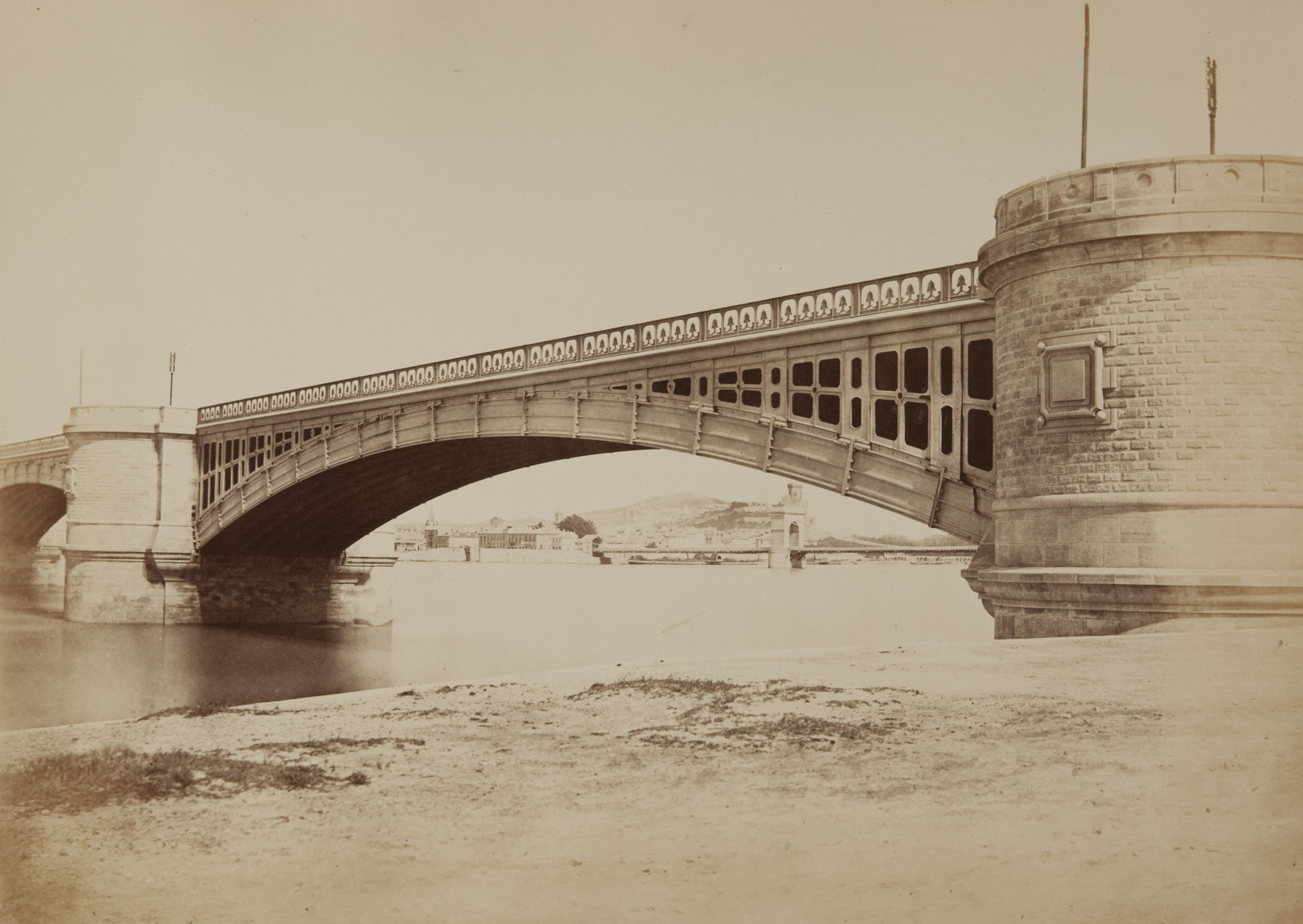
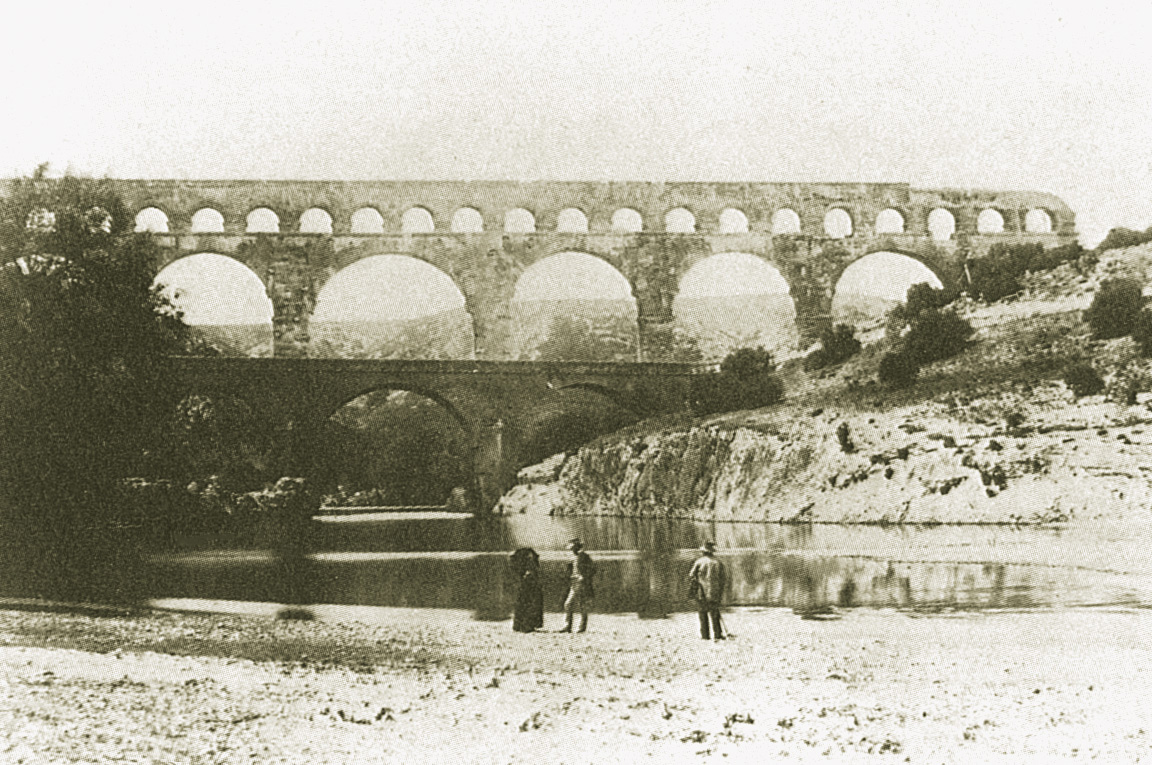
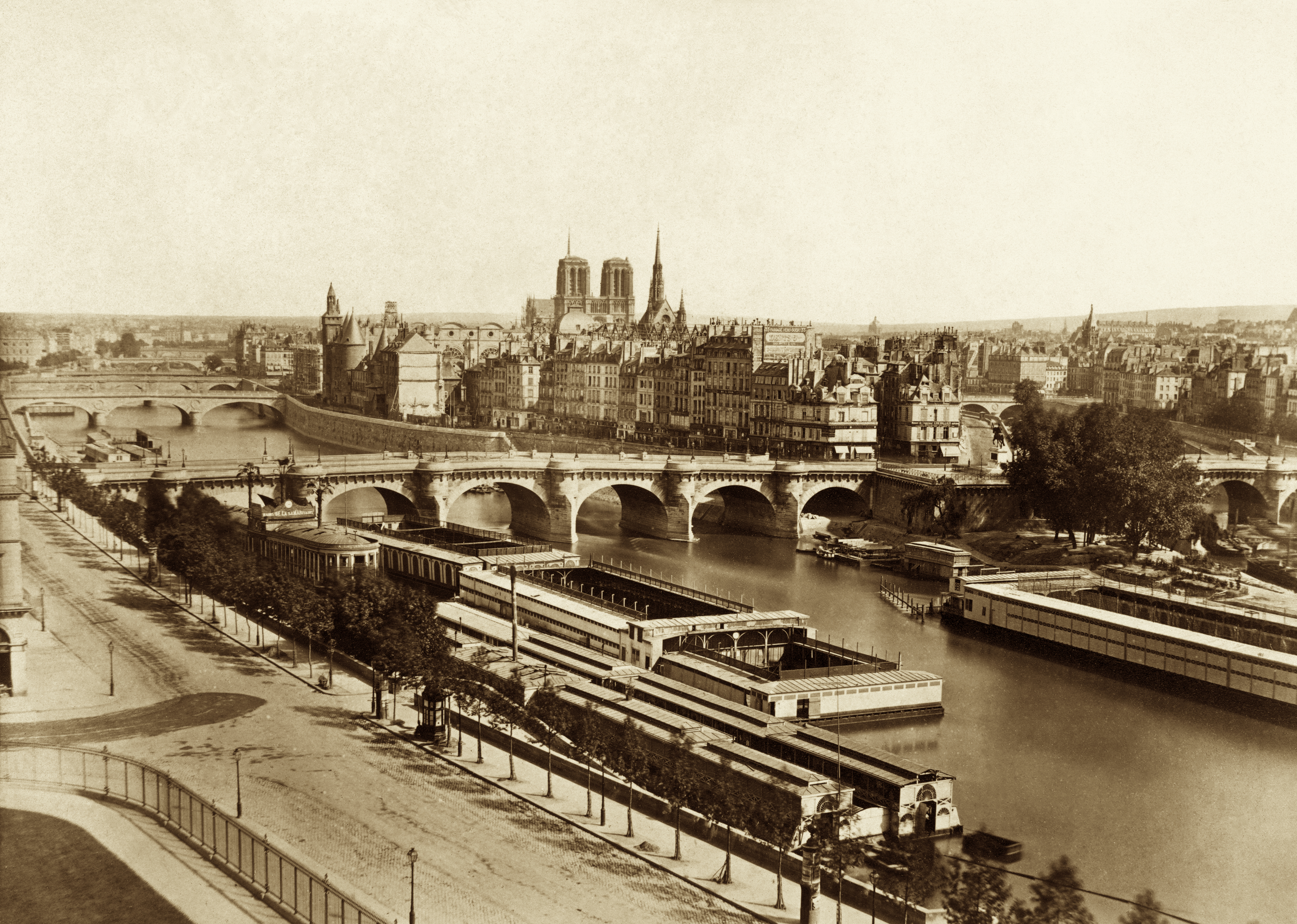

## Источник
- Бальдюс, Эдуард-Дени // Энциклопедический словарь Брокгауза и Ефрона : в 86 т. (82 т. и 4 доп.). — СПб., 1890—1907.